# Lee Woon-jae
Lee Woon-jae (del coreano 이운재 en coreano sería "i-un-jae"; Ciudad de Cheongju, Corea del Sur, 26 de abril de 1973) es un exfutbolista surcoreano. Jugó en la posición de portero; su último equipo fue Jeonnam Dragons Football Club de la K League Classic, en donde se retiró en el año 2012. Actualmente se desempeña como entrenador de porteros. Es apodado "Manos de Araña" y junto con su eterno rival Kim Byung-ji, es considerado uno de los legendarios porteros de Corea del Sur.

## Trayectoria

### Inicios
Lee Woon-Jae nació en la población de Cheongju, Chungbuk, en Corea del Sur, el 26 de abril de 1973. Comenzó su carrera como portero en la Universidad de Kyunghee; después de unos años, Lee ficha por el equipo del Suwon Samsung Bluewings, desde donde comienza a destacar en la liga local. Jugó durante dos años, como muchos otros futbolistas de su país, en el Sangju Sangmu Phoenix (equipo de las Fuerzas Armadas coreanas), mientras cumplía su servicio militar obligatorio de 2 años. Pese a que debutó en el fútbol profesional en 1996, Lee ya había comenzado su carrera deportiva en la universidad en 1991, y para 1992 con 19 años de edad ya hacia parte del equipo sub-23 de Corea del Sur con el que disputó los Juegos Olímpicos de Barcelona de 1992, dejó de ser convocado como sub-23 en 1996 disputando un total de 16 partidos, para el año 2000; Lee fue convocado nuevamente para el equipo sub-23 para disputar los Juegos Olímpicos de Sídney del 2000, en esa época contaba con 27 años de edad solo participó en 9 partidos en su segunda y última etapa en la selección sub-23.

### Suwon Samsung Bluewings Football Club

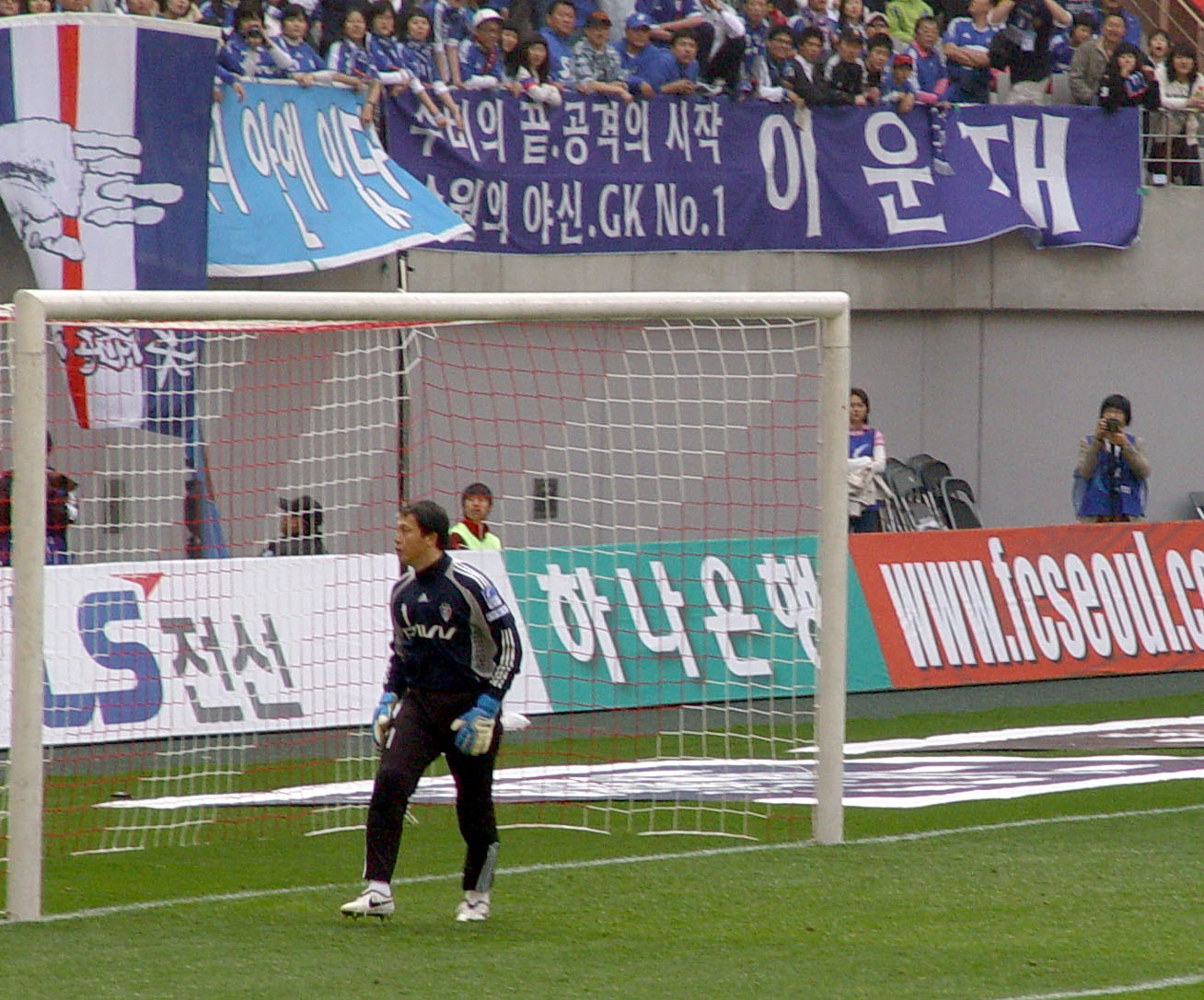
Lee en un partido con los Suwon Samsung Buewings en abril de 2008.

Se trasladó de Suwon a la Universidad Kyung Hee, haciendo su debut como futbolista profesional para el club en 1996 en la K -League. Hizo más de 100 apariciones durante su primera etapa con el club antes de trasladarse a Sangju Sangmu FC club que hace parte de las fuerzas militares de Corea del Sur; durante su servicio que duró por un período de dos años obligatorios de servicio militar jugó como portero de 2000 a 2001. Regresó a Suwon en 2002.
Estuvo en el Suwon Samsung Bluewings Football Club, en dos etapas la primera etapa se dio con su debut como futbolista profesional, jugando para la primera división de Corea del Sur, conocida como la K-league jugado hasta 1999; en esa primera etapa disputó un total de 53 partidos, tanto en liga como en copa y consiguiendo los títulos de liga local en las ediciones de 1998, 1999, la copa de la liga de corea del sur 1999 en dos ocasiones y la supercopa de Corea del Sur(actualmente ya no existe este campeonato en la K.league Classic) de ese mismo año.
Su segunda etapa en los Suwon Bluewings fue del 2002 hasta finales del 2010, siendo una de los periodos más éxitos a nivel de títulos conseguidos tanto a nivel loca como internacional, en sus 8 años en el equipo Lee disputó 214 partidos como titular; 203 partidos por liga, 19 partidos por copa, 41 partidos por copa de la liga y más de 20 partidos por torneos internacionales, siendo fundamental en su equipo.
Lee en su segunda etapa consiguió un total de 11 títulos; que se distribuyen en 7 títulos locales: 2 ligas, 2 copas de liga, 2 copas de Corea del Sur, 1 supercopa de Corea(actualmente ya no existe este campeonato en la K.league Classic) y 4 títulos internacionales: 1 Liga de campeones de la AFC (venciendo 1-0 al Júbilo Iwata de Japón), una supercopa de la AFC(venciendo por un marcador global de 4-3 al Al-Shabab de Emiratos Árabes), Copa de Campeones A3(campeonato para países de Asia del este) y Campeonato Pan-Pacífico de Clubes(Inexistente desde 2011).

### Jeonnam Dragons Football

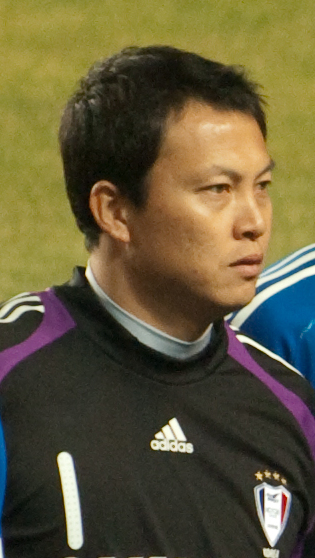
Lee con el equipo de Suwon Samsung Bluewings en un encuentro contra Kashima Antlers de Japón, partido válido para la Liga de Campeones de la AFC de 2009

En el año 2010, Lee fichó por el club Jeonnam Dragons Football, donde militó hasta el 2012 cuando decidió poner fin a una carrera de 17 años que se desarrolló en su totalidad en Corea del Sur. En su última etapa, Lee jugó para los Chunnam Dragons de la K-League de la primera división del fútbol Sur-coreano, la última temporada que jugó en el club, disputó 33 partidos encajando 38 goles, su equipo terminó 11 entre 16.
Lee participó activamente en su etapa en los Chunnam Dragons, en su primer año en el equipo disputó 34 partidos en los que encajó 29 goles, pero a mediados del 2012 los dirigentes del equipo le dijeron que no prolongarían su contrato para el 2013, la razón por la cual dicha renovación no se dio; fue porque el presidente como el director deportivo del club querían renovar la plantilla en varias posiciones, especialmente la de portero. La avanzada edad de Lee en ese entonces (39 años) y los malos resultados también fueron factores que llevaron a la directiva a tomar esa decisión.
De acuerdo con la agencia deportiva Moro Sports Marketing Company, Lee empezó a plantearse seriamente el retiro, cuando el técnico del equipo Jung Hae-seong, presentó su renuncia en agosto de 2012, debido a los malos resultados. Jung, era conocido por Lee, ya que fue asistente técnico del equipo nacional de Corea del Sur en 3 de los 4 mundiales en los que Lee participó. En su etapa como arquero de los Chunnam Dragons, Lee Woon-Jae jugó por un periodo de un año y ocho meses, disputando un total de 63 partidos por liga y copa; recibiendo 67 goles.

### Retiro
El 12 de noviembre de 2012 anuncia su retiro del fútbol profesional mediante una agencia de deportes de Corea del Sur en dicha publicación la agencia destaca la voluntad del exarquero de no continuar como futbolista profesional y así poner fin a una carrera 17 años cómo guardameta, Lee que con 39 años pasó sus últimos momentos deportivos en el Jeonnam Dragons de Corea del Sur, agradeció a fanes y compañeros por todo el apoyo recibido durante su carrera. La agencia deportiva Sur-coreana, Moro Sports Marketing Company dio las siguientes declaraciones:

"'Estuvo meditando la decisión durante meses sobre si quería continuar su carrera durante un poco más o retirarse, finalmente decidió terminar su etapa como futbolista, para mantener su legado intacto'"

## Selección nacional

### Juegos Olímpicos de Barcelona 1992
Ha sido miembro de la Selección de fútbol de Corea del Sur, en un total de 132 veces encajando 99 goles, es el segundo jugador con más internacionalidades detrás de Hong Myung-Bo; comenzó en la categoría sub-23 durante 17 partidos, su primera convocatoria fue en los Juegos Olímpicos de Barcelona 1992, Corea del Sur quedó encuadrada en el Grupo C, conformado por las selecciones de Paraguay, Suecia y Marruecos; en ese torneo Corea del Sur quedó eliminada en fase de grupos tras empatar en los 3 duelos del grupo, completando 3 puntos que no le sirvieron para continuar en la siguiente ronda; ya que Suecia y Paraguay completaron 4 puntos.

### Copa Mundial de Fútbol de 1994
Participó en la mundial de 1994 celebrado en Estados Unidos, donde llegó a ser incluido como segundo arquero remplazando al arquero titular In Young Choi en el minuto 46 de juego, el partido terminó 3 a 2 a favor del equipo de Alemania, quedando eliminada su selección en primera ronda después de empatar 2 a 2 con la selección de España y otro empate 0 a 0 con la selección de Bolivia, ambos partidos estuvo como tercer arquero en la suplencia.

### Mundial Corea del Sur/Japón 2002
No participó en la copa Mundial de fútbol de 1998, celebrada en Francia por decisión del entrenador; después de 4 años Lee Woon tuvo su oportunidad de ser titular del Mundial que se celebró en su país en conjunto con Japón en 2002 siendo arquero titular del seleccionador de ese entonces el Holandés Guus Hiddink, aquella cita mundialista en considerada como la mejor participación de un equipo Asiático en una fase final de un mundial de fútbol; la Selección de fútbol de Corea del Sur debutó el 4 de julio en el Estadio Asiad de Busan frente a la selección de Polonia de Dudeck, el partido terminó en una victoria del equipo Sur-coreano por 2 a 0; el siguiente partido terminó en empate con la selección de Estados Unidos 1 a 1, para el partido final de la fase de grupos Selección Corea del Sur se enfrentó a la Selección de Portugal de Figo y Pauleta el partido terminó en victoria de los Sur-coreanos 1 a 0 con gol de Park Ji-Sung y con una destacada actuación de Lee Won Jae en el arco.
Para el partido de octavos de final se enfrentaron a la selección de Italia terminando en victoria de Corea del Sur 2 a 1 con gol de oro de Ahn Jung-Hwan, en el partido contra España por cuartos de final que terminó en empate 0 a 0; se llegó a la definición por penaltis en el que Lee Woon paró el penalti lanzado por el jugador Joaquín que dejó a España eliminada de la gran cita, y le permitió a Corea del Sur clasificar a semifinales por primera vez en su historia, perdiéndola frente a la Alemania de Oliver Khan con un gol de Ballack el partido terminó 1 a 0, en el partido por el tercer lugar Corea del sur perdió frente a la selección de Turquía por 3 a 2.
Durante su participación en el mundial de Corea-Japón, Lee Woon-jae jugó los 7 partidos como titular recibiendo un total de 6 goles y parando un penalti, sus actuaciones más destacadas fueron en los partidos contra Portugal y España, una curiosidad en el partido por el tercer puesto; el recibió el que ha sido el gol más rápido en la historia de los mundiales fue frente a Turquía, el gol lo marcó el delantero Hakan Şükür a los 11 segundos de juego.

### Mundial Alemania 2006 y Sudáfrica 2010
A pesar de contar con 33 años Lee ya estaba consolidado en la titular de la portería de la selección de corea del sur, fue convocado para participar en el mundial de Alemania en 2006, siendo designado como capitán del equipo nacional, su selección quedó eliminado en primera ronda tras perder 2 a 0 con la selección de suiza, quedando con 4 puntos producto de una victoria 2 a 1 frente a la selección de Togo de Adebayor y un empate 1 a 1 con la selección de Francia de Zidane y Henry, aquella fue su última participación como titular. Cuatro años después fue convocado para participar el mundial de Sudáfrica 2010, donde no llegó a disputar ningún partido; fue junto con el jugador de Camerún Rigobert Song los únicos jugadores en los mundiales de Sudáfrica 2010 y Estados Unidos 1994. Ambos jugadores participaron en las dos competiciones.

### Copa FIFA Confederaciones 2001
Participó en la Copa Confederaciones realizada en conjunto entre su país (Corea del Sur) y Japón, disputó los 3 duelos del Grupo A; conformado por Francia(campeón del mundo en 1998), Australia (campeón de la OFC-Oceania) y México como país invitado al torneo; Corea quedó eliminado de la fase de grupos de dicho certamen tras perder sorpresivamente ante la selección de Australia por 1 a 0, después por una derrota contundente frente a Francia por 5 a 0 y finalmente conseguir su único triunfo en el certamen ante la selección de México.

### Copas de Asia de 2000 , 2004 y  2007
Participó en las copas de Asia en las ediciones 2000 celebrada en Palestina, 2004 celebrada en China y en 2007 celebrada en varios países de Asia; en la edición del año 2000 alcanzó en tercer lugar y para el torneo celebrado en China, el cual terminó ganando la selección de fútbol de Japón; la selección de Corea del Sur quedó eliminada en cuartos de final.

### Suspensión de la selección nacional de Corea del Sur en 2007
Durante la Copa Asiática 2007 el 15 de Julio de ese año previo al partido de fase de grupos frente a la selección de futbol de Baréin, cuatro jugadores de la selección nacional de fútbol de Corea del Sur, Lee Woon Jae, Woo Sung Yong, Kim Sang Sik y Lee Dong Gook, fueron descubiertos bebiendo alcohol en un bar local de Indonesia en compañía de mujeres de entretenimiento. Se confirmó que estos jugadores abandonaron su alojamiento sin permiso.
El 30 de octubre de 2007, Lee Woon Jae y Woo Sung Yong ofrecieron una conferencia de prensa para disculparse por haber bebido alcohol durante la Copa Asiática 2007. La conferencia de prensa se llevó a cabo en la sede de la Asociación de Fútbol en Sinmun-ro, Jongno-gu, Seúl. Ese mismo día, la Asociación de Fútbol de Corea del Sur les impuso una suspensión de un año como jugadores internacionales a partir del 2 de noviembre de 2007.
Fue capitán de la selección de Corea del Sur en la copa Asiática de naciones de 2007 celebrada en Indonesia, entró en reemplazo del lesionado Kim Nam-II, en aquel torneo Corea del Sur alcanzó el tercer puesto tras vencer a la selección de Japón, en la definición de penales.
| Selección                            | País          | PJ  | GE | Periodo   |
| ------------------------------------ | ------------- | --- | -- | --------- |
| Selección de fútbol de Corea del Sur | Corea del Sur | 132 | 99 | 1994-2010 |

#### Participaciones en Copa del Mundo
| Torneo                         | Sede                  | Resultado        | Partidos | Goles |
| ------------------------------ | --------------------- | ---------------- | -------- | ----- |
| Copa Mundial de Fútbol de 1994 | Estados Unidos        | Primera fase     | 1        | 3     |
| Copa Mundial de Fútbol de 2002 | Corea del Sur / Japón | Cuarto puesto    | 7        | 6     |
| Copa Mundial de Fútbol de 2006 | Alemania              | Primera fase     | 3        | 4     |
| Copa Mundial de Fútbol de 2010 | Sudáfrica             | Octavos de final | 0        | 0     |

#### Participaciones en Juegos Olímpicos
| Torneo                   | Sede      | Resultado    | Partidos | Goles |
| ------------------------ | --------- | ------------ | -------- | ----- |
| Juegos Olímpicos de 1992 | Barcelona | Primera fase | 0        | 0     |

#### Participaciones en Copas de Oro
| Torneo                          | Sede           | Resultado     | Partidos | Goles |
| ------------------------------- | -------------- | ------------- | -------- | ----- |
| Copa de Oro de la Concacaf 2000 | Estados Unidos | Primera fase  | 0        | 0     |
| Copa de Oro de la Concacaf 2002 | Estados Unidos | Cuarto puesto | 3        | 0     |

#### Participaciones en Copas de Asia
| Torneo             | Sede                                      | Resultado        | Partidos | Goles |
| ------------------ | ----------------------------------------- | ---------------- | -------- | ----- |
| Copa Asiática 2000 | Líbano                                    | Tercer puesto    | 5        | 0     |
| Copa Asiática 2004 | China                                     | Cuartos de final | 4        | 0     |
| Copa Asiática 2007 | Indonesia / Malasia / Tailandia / Vietnam | Tercer puesto    | 6        | 0     |

#### Participaciones en Copas Confederaciones
| Torneo                    | Sede                  | Resultado    | Partidos | Goles |
| ------------------------- | --------------------- | ------------ | -------- | ----- |
| Copa Confederaciones 2001 | Corea del Sur / Japón | Primera fase | 3        | 0     |

#### Participaciones en Juegos Asiáticos
| Torneo                   | Sede  | Resultado     | Partidos | Goles |
| ------------------------ | ----- | ------------- | -------- | ----- |
| Juegos Asiáticos de 2002 | Busan | Tercer puesto | —        | —     |

## Clubes
| Club                                  | País          | Año       | Partidos |
| ------------------------------------- | ------------- | --------- | -------- |
| Kyung Hee University                  | Corea del Sur | 1994-1995 | 53       |
| Suwon Samsung Bluewings Football Club | Corea del Sur | 1996-1999 | 53       |
| Gwangju Football Club                 | Corea del Sur | 2000-2001 | 214      |
| Suwon Samsung Bluewings Football Club | Corea del Sur | 2002-2010 | 214      |
| Jeonnam Dragons Football Club         | Corea del Sur | 2010-2012 | 63       |

## Palmarés

### Torneos nacionales
| Título                   | Club            | País          | Año  |
| ------------------------ | --------------- | ------------- | ---- |
| K-League                 | Suwon Bluewings | Corea del Sur | 1998 |
| K-League                 | Suwon Bluewings | Corea del Sur | 1999 |
| K-League                 | Suwon Bluewings | Corea del Sur | 2004 |
| K-League                 | Suwon Bluewings | Corea del Sur | 2008 |
| Korean FA Cup            | Suwon Bluewings | Corea del Sur | 2002 |
| Korean FA Cup            | Suwon Bluewings | Corea del Sur | 2009 |
| Copa de la Liga de Corea | Suwon Bluewings | Corea del Sur | 1999 |
| Copa de la Liga de Corea | Suwon Bluewings | Corea del Sur | 1999 |
| Copa de la Liga de Corea | Suwon Bluewings | Corea del Sur | 2005 |
| Copa de la Liga de Corea | Suwon Bluewings | Corea del Sur | 2008 |
| Supercopa de Corea       | Suwon Bluewings | Corea del Sur | 1999 |
| Supercopa de Corea       | Suwon Bluewings | Corea del Sur | 2005 |

### Torneos internacionales
| Título                            | Club            | País          | Año    |
| --------------------------------- | --------------- | ------------- | ------ |
| Liga de Campeones de la AFC       | Suwon Bluewings | Corea del Sur | 2001-2 |
| Supercopa de la AFC               | Suwon Bluewings | Corea del Sur | 2002   |
| Copa de Campeones A3              | Suwon Bluewings | Corea del Sur | 2005   |
| Campeonato Pan-Pacífico de Clubes | Suwon Bluewings | Corea del Sur | 2009   |

### Distinciones individuales
| Título                       | Año  |
| ---------------------------- | ---- |
| Equipo Ideal de la K. League | 1999 |
| Equipo Ideal de la K. League | 2002 |
| Equipo Ideal de la K. League | 2004 |
| Equipo Ideal de la K. League | 2008 |

- Datos: Q314728
- Multimedia: Lee Woon-jae / Q314728